# Unité urbaine d'Ille-sur-Têt
L'unité urbaine d'Ille-sur-Têt est une agglomération française centrée sur la commune d'Ille-sur-Têt, dans les Pyrénées-Orientales.

## Données globales
En 2020, selon l'Insee, l'unité urbaine d'Ille-sur-Têt est composée de quatre communes, toutes situées dans l'arrondissement de Prades, subdivision administrative du département des Pyrénées-Orientales.
L'unité urbaine d'Ille-sur-Têt appartient à l'aire d'attraction de Perpignan anciennement aire urbaine de Perpignan.

## Délimitation de l'unité urbaine de 2020
En 2020, l'Insee a procédé à une révision des délimitations des unités urbaines  de la France; celle d'Ille-sur-Têt est composée de quatre communes.

### Communes
Liste des communes appartenant à l'unité urbaine d'Ille-sur-Têt selon la nouvelle délimitation de 2020 et sa population municipale en 2020 :
| Nom                    | Code Insee | Département         | Statut       | Superficie (km2) | Population (dernière pop. légale) | Densité (hab./km2) | Modifier                                    |
| ---------------------- | ---------- | ------------------- | ------------ | ---------------- | --------------------------------- | ------------------ | ------------------------------------------- |
| Corbère                | 66055      | Pyrénées-Orientales | banlieue     | 7,25             | 780 (2022)                        | 108                | modifier les données · modifier les données |
| Corbère-les-Cabanes    | 66056      | Pyrénées-Orientales | banlieue     | 4,14             | 1 155 (2022)                      | 279                | modifier les données · modifier les données |
| Ille-sur-Têt           | 66088      | Pyrénées-Orientales | ville-centre | 31,67            | 5 546 (2022)                      | 175                | modifier les données · modifier les données |
| Saint-Michel-de-Llotes | 66185      | Pyrénées-Orientales | banlieue     | 8,64             | 360 (2022)                        | 42                 | modifier les données · modifier les données |

## Évolution démographique
L'évolution démographique ci-dessous concerne l'unité urbaine selon le périmètre défini en 2020.
| 1968  | 1975  | 1982  | 1990  | 1999  | 2008  | 2013  | 2018  | 2021  |
| ----- | ----- | ----- | ----- | ----- | ----- | ----- | ----- | ----- |
| 6 527 | 6 361 | 6 409 | 6 419 | 6 649 | 7 200 | 7 606 | 7 590 | 7 771 |